# Raión de Orsha
Orsha (en bielorruso: Аршанскі раён) es un raión o distrito de Bielorrusia, en la provincia (óblast) de Vítebsk. 
Comprende una superficie de 1656 km².
El centro administrativo es la ciudad de Orsha.

## Demografía
Según estimación 2010 contaba con una población total de 31009 habitantes.